# 에식스 왕국
에식스 왕국(고대 영어: Ēastseaxna rīce 에스트새악스나 리체, 라틴어: Regnum Orientalium Saxonum, 영어: Kingdom of Essex) 또는 동색슨 왕국은 칠왕국 중 하나로, 오늘날 에식스 지방에 존재한 색슨계 국가이다. 7세기 이전의 사정은 불명하며 617년부터 왕의 이름이 전해진다. 이 왕국은 7왕국의 하나라고는 하지만, 실제로는 주변국으로부터 일개 지방 정권이나 다름없는 취급을 받았다. 7세기 중엽 시게버트 왕 때 기독교를 받아들였으나, 8세기에는 머시아 왕국의 국왕 오파에게 복속하였고, 825년에는 웨섹스 왕국의 국왕 에그버트에게 복속한 뒤, 웨섹스 왕국의 일부로 병합되었다.

## 참고 자료
- 이 문서에는 다음커뮤니케이션(현 카카오)에서 GFDL 또는 CC-SA 라이선스로 배포한 글로벌 세계대백과사전의 내용을 기초로 작성된 글이 포함되어 있습니다.